# Place de Dins
 (décembre 2022).
Le contenu est difficilement compréhensible vu les erreurs de traduction, qui sont peut-être dues à l'utilisation d'un logiciel de traduction automatique.
La place de Dins (en français « place de l'intérieur ») est une place située à Alcoy, dans la Communauté valencienne en Espagne.

## Description
La place de Dins est construite au milieu du XIXe siècle. C'est un ensemble néoclassique de forme trapézoïdale entouré d'arches aux rez-de-chaussée des dix édifices qui la délimite. Elle est construite à la place du cloître de l'ancien couvent de Saint-Augustin.
La place suit la typologie des grandes places à porches qui ont vu le jour en Espagne au XVIIe siècle et qui ont été développées par les académiciens lors de la réutilisation des couvents désaffectés au XIXe siècle.
Le rez-de-chaussée unitaire et construit en pierre, le porche étant constitué d'arcs et de colonnes, certaines étant décorées de pilastres. Le porche n'est malheureusement pas continu, certains commerces en ayant investi l'espace, leur devanture s'ouvrant alors directement sur la place. Les étages supérieurs sont destinés aux demeures. La hauteur des édifices varie entre quatre ou cinq étages, ce qui nuit à l'unité d'ensemble. La décoration des façades est également variable, les hauteurs étant ornées de corniches.